# BBCフィルムズ
BBCフィルムズ（BBC Films）は、英国放送協会（BBC）の映画製作部門である。年間約8本の映画を共同製作している他、新しい才能の発掘と育成にも力を入れている。